# Bunievici

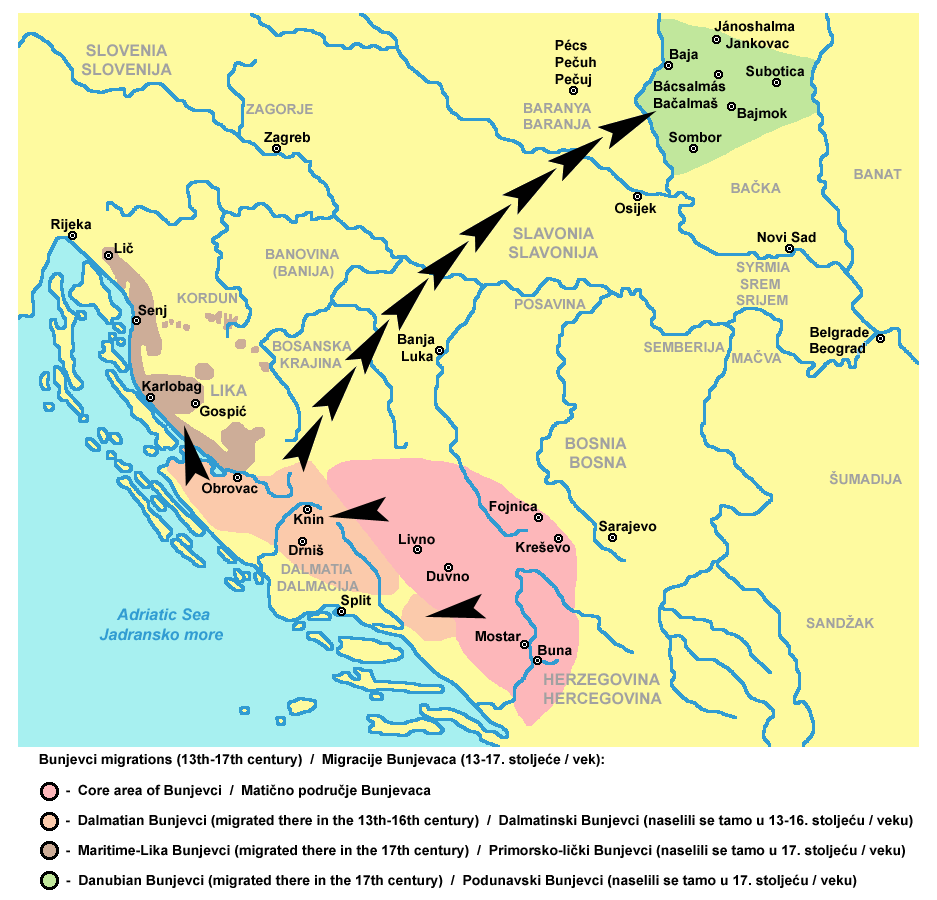
Migrația bunievicilor în secolele XII-XVII din Dalmația în Banat și Bacica

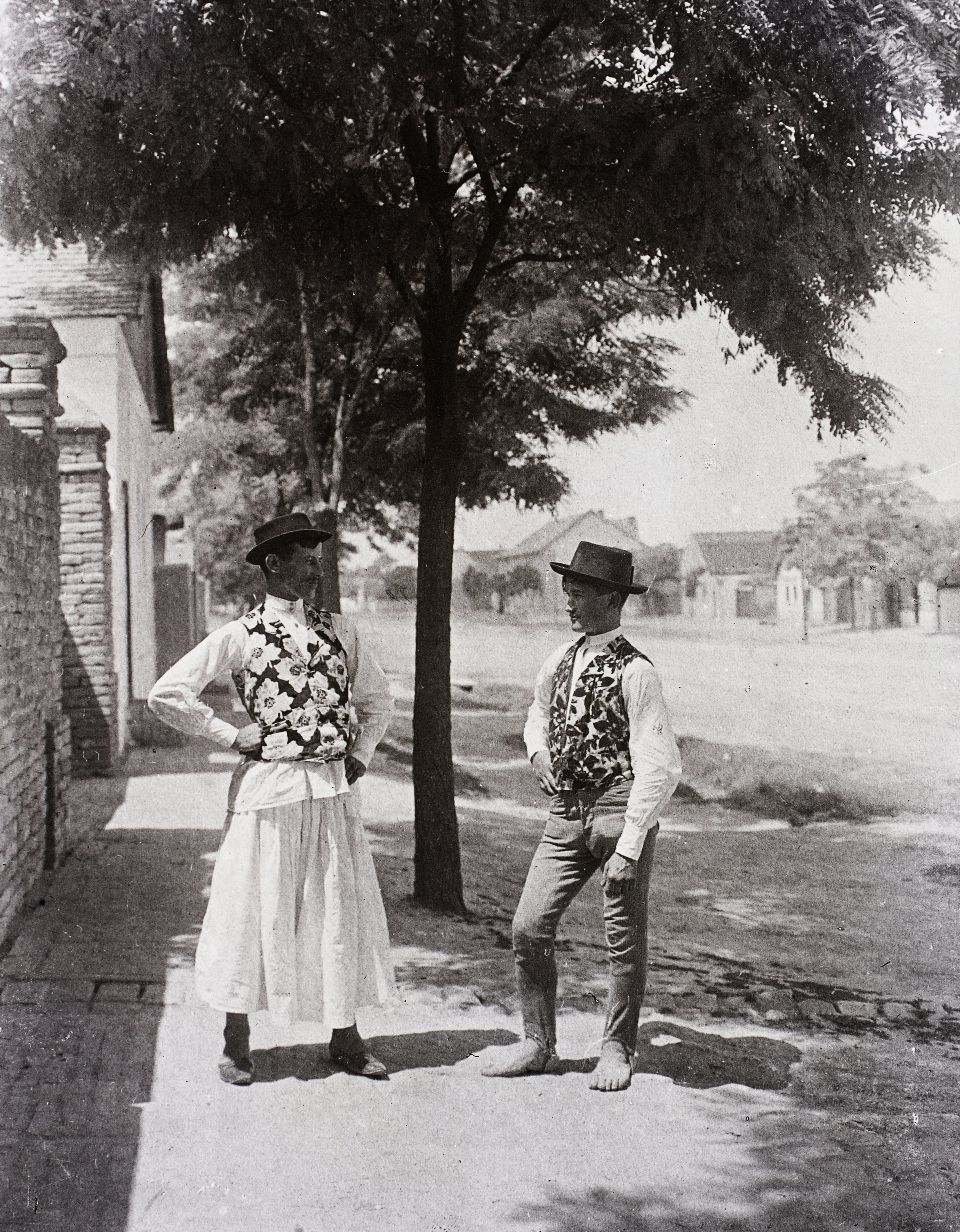
Bunievici din Subotica (1904)

Bunievicii (în croată Bunjevci, în sârbă Буњевци, în maghiară bunyevácok) sunt un grup etnic de limbă slavă care a emigrat în secolul al XVII-lea din Dalmația în teritoriul controlat de Sfântul Imperiu Roman în Bacica și Banat.

## Endonim și exonim
Conform filologului Petar Skok⁠(en)[traduceți] (1881-1956) bunievicii din Bacica se numesc pe ei înșiși „șocți” (în croată šokci), în vreme ce maghiarii din Szeged îi numesc dalmát (adică dalmatini, dalmațieni, oameni din Dalmația). În Muntenegru termenul „bunievici” desemnează o populație catolică vecină sârbilor ortodocși, iar în Peninsula Istria este un cuvânt peiorativ pentru croați, în sensul că pobunjevčit înseamnă în mod peiorativ „a se catolici”.
Prima menționare a etnonimului a fost datată între 1550 și 1561, când într-o diplomă a fost consemnat un anume Martin Bunavacz din Baranja. Cea mai veche mențiune în Bačka este din 1622, când a fost înscrisă parochia detta Bunieuzi nell' arcivescovato Colociense. Una din primele mențiuni ale etnonimului ca atare a fost făcută de Martin Brajković, episcop de Senj. Acesta a consemnat în 1702 tradiția populară care enumera cinci apartenențe etnice pentru populația din Lika și Krbava, una din ele fiind cea a vlahilor catolici, cunoscuți ca bunievici (Valachi Bunyevacz). La recensământul efectuat în 1712–1714 în Lika și Krbava a fost înregistrat un singur Bunieuacz (Vid Modrich). Conducerea militară a folosit pentru bunievici termenul Valachi Catolici, iar Luigi Ferdinando Marsili i-a numit Meerkroaten (croați de litoral).

## Personalități
- Josif Pančić (1814–1888), botanist[9]
- Gaja Alaga (1924–1988), fizician[10][11]
- Mirko Vidaković (1924–2002), botanist[10]
- Antun Gustav Matoš (1873–1914), scriitor, părintele literaturii croate moderne[12]
- Mijo Mandić (1857–1945), scriitor
- Petar Šarčević (1935–2001), scriitor
- Ante Pavelić (1889–1959), politician